# 増田哲治
増田 哲治（ますだ てつはる、1972年 - ）は、日本の振付家、舞台演出家、ダンサー。東京都出身。関東国際高校演劇科卒業、桐朋学園短期大学演劇科卒業。

## 略歴
父がジャズミュージシャン、兄が作曲家、姉がジャズシンガーという音楽一家に育ち、元はミュージシャンを目指していたが、表現を広げるためにと演劇を学び、舞台の裏方やダンスに魅力を感じるようになる。その後、ミュージカルのアンサンブルやアーティストのバックダンサーなども経験し、振付を担当するようになる。
安室奈美恵・SMAP・AKB48など数多くのアーティストPV・コンサートからドラマ、CM、バレエ等幅広いジャンルの振付をする。
2009年からは振付だけでなく、演出家としてのキャリアもスタートさせ、ミュージカル、コンサート、舞台等の演出も手掛けている。

## 主な演出・構成・振付作品

### 舞台
- Off Broadway Musical『ALTAR BOYZ』振付（2009年、新宿FACE）
- 『GQ Gentleman Quality 男たちの晩餐』振付・出演（2009年、草月ホール）
- 『LOVE MUSICAL』演出・振付（2009年、赤坂レッドシアター）
- 『PLANET…bite-sized…』演出・振付・出演（2010年、西麻布 SUPER DELUXE）
- 舞台『タンブリング』演出・振付（2010年、赤坂ACTシアター・サンケイホールブリーゼ）
- 舞台『タンブリングvol.2』演出・振付（2011年、赤坂ACTシアター・シアターBRAVA!）
- 『GQ Gentleman Quality –紳士の品格- Chocolat ショコラ 〜ヘンゼルとグレーテルより〜』演出・振付（2011年、サンシャイン劇場・森ノ宮ピロティホール）
- ミュージカル『ロミオ＆ジュリエット』振付（2011年、赤坂ACTシアター・梅田芸術劇場）
- 『Delicious』作・演出・構成・振付（2012年、クレイドルホール）
- ミュージカル『ドリームハイ』演出・振付（2012年7月、新国立劇場）[2]
- 舞台『タンブリングvol.3』演出・振付（2012年8月、東京国際フォーラム・シアターBRAVA!）
- 『Delicious Deluxe』作・演出・構成・振付（2012年11月、日本橋三井ホール）
- 『ロックオペラ　モーツァルト』振付・ダンスプレイスメント（2013年2月、東急シアターオーブ・梅田芸術劇場）
- ブロードウェイミュージカル『IN THE HEIGHTS（イン・ザ・ハイツ）』演出・振付（2014年、シアターコクーン）[1]
- ミュージカル『オーシャンズ11』振付（2014年6月、東急シアターオーブ / 10月、梅田芸術劇場）
- ミュージカル『THE CIRCUS!』企画・演出・振付（2016年5月、よみうり大手町ホール）[3]

- ミュージカル『刀剣乱舞 〜幕末天狼傳〜』振付(2016年9月AiiAシアター)

- ミュージカル『THE CIRCUS!! EP1』企画・演出・振付(2017年9月、よみうり大手町ホールなど)

### ツアー
- 安室奈美恵
  - 『SO CRAZY tour2003-2004』出演（2003年）
  - 『QUEEN OF HIP POP tour2005』振付・出演（2005年）
  - 『LIVE STYLE tour2006』振付・出演（2006年）
  - 『PLAY tour2007』振付・出演（2007年）
  - 『BEST FICTION tour2008-2009』振付・出演（2008年）
  - モナコで行われた「WORLD MUSIC AWARED 2010」にて、日本人女性初として出演しパフォーマンスを披露した「Hide & Seek」振付
  - 2011年全国アリーナツアー『namie amuro LIVE STYLE 2011』振付（2011年）
- SMAP
  - 『We are SMAP!』2010 SMAP CONCERT TOUR（2010年）
- 山下智久
  - 『TOMOHISA YAMASHITA LIVE TOUR 2012 〜エロP〜』「カリーナ」振付（2012年）

### 振付
- SMAP
  - 『そっときゅっと』（2009年）
  - 『This is love』（2010年）
  - 『We are SMAP!』（2010年）
  - 『not alone 〜幸せになろうよ〜』（2011年）
  - 2009年『第60回NHK紅白歌合戦』にてSMAPによる「MICHAEL JACKSONトリビュートショー」ではダンサーコーディネート、 SMAPを含めたダンス監修、MICHAEL JACKSONの振付師トラヴィス・ペイン、STACY WALKERと共にショーを創り上げた。
- AKB48
  - 『Beginner』（2010年）
  - 『隣人は傷つかない』（2011年）
  - 『Ruby』（2013年）
  - 『Sugar Rush』（2013年）
  - 『ちょうだいダーリン』(2012年)
  - 『ハングリーライオン』(2012年)
  - 『君のために僕は...』(2012年)
- SKE48
  - 『チョコの奴隷』（2013年）
- 板野友美
  - 『Dear J』（2011年）
- 高橋みなみ
  - 『Jane Doe』（2013年）
  - 『お手上げララバイ』(2012年)
- SDN48
  - 『MIN MIN MIN』（2011年）
  - 『口説きながら麻布十番 duet with みの もんた』（2011年）
  - 『負け惜しみコングラチュレーション』（2011年）
- Not yet
  - 『ペラペラペラオ』（2011年）
- DiVA
  - 『悲しみのMirage』（2012年）

### PV
- 安室奈美恵
  - 『CAN'T SLEEP,CAN'T EAT,I'M SICK』出演（2006年）
  - 『FUNKY TOWN』出演（2007年）
  - 『Hide & Seek』振付・出演（2007年）
  - 『WHAT A FEELING』振付・出演（2008年）
  - 『WILD』振付・出演（2009年）
  - 『BREAK IT』振付（2010年）
  - 『Go Round』振付（2012年）
- 倖田來未
  - 『Get Up & Move!!』出演
  - 『FREAKY』出演

### CM
- GREEゲーム『AKB48 ステージファイター』振付（2012年）
- イー・モバイル『夢の直行直帰』篇　振付（2012）

### ドラマ
- TBSドラマ9『パパドル!』第2話 振付

### 映画
- 『バックダンサーズ!』（2006年・ギャガ）振付・出演